# Zinjibar
Zinjibar (em árabe: زنجبار) é uma cidade litorânea do centro-sul do Iêmen, capital da província (mohafazah) de Abyan. Foi também capital do sultanato de Fadhli no período de 1962 a 1967. No censo de 2004 a cidade tinha uma população de 19.879 habitantes.
A cidade possui uma pequena estância balnear e uma indústria pesqueira. A plantações de algodão (Gossypium barbadense) ao redor da parte central da cidade.
No inicio de maio de 2011 a cidade foi noticiada por ter sido tomada por milicianos islâmicos, na conhecida "Revolução Iemenita"  que durou os anos de 2011 e 2012. Em junho de 2012 as forças armadas do Iêmen expulsaram os milicianos da cidade.                       